# Hymenophyllum oligosorum
Hymenophyllum oligosorum är en hinnbräkenväxtart som beskrevs av Mak. Hymenophyllum oligosorum ingår i släktet Hymenophyllum och familjen Hymenophyllaceae. Inga underarter finns listade.